# ニノミヤ
株式会社ニノミヤ（英: Ninomiya Limited.）は、大阪府大阪市浪速区に本社を置き家電量販店を展開していた企業。
本社のあった日本橋地域を中心に営業していた。また、ホビー商品も扱っていた。

## 概要
同じ日本橋地区に本社を置く上新電機と並び「日本橋の雄」と言われ、最大で近畿各地と岡山県に20数店舗を有していた。
1990年代に入り、バブル経済崩壊後の消費不振やコジマやヤマダ電機等の関東の大手家電量販店の近畿への進出。更には上新電機やミドリ電化等の成長により売り上げは低迷。打開策として郊外や未出店地域への出店攻勢をかけたものの、出店費用により更に経営が悪化。2005年（平成17年）1月に大口債権者であるモルガン信託銀行（現：JPモルガン信託銀行）が大阪地方裁判所に会社更生法を申請、負債総額は約280億円であった。
再建にあたっては日本橋地区以外の店舗を全て他社へ譲渡もしくは閉鎖し、米国の投資ファンド・ローンスターの支援を得て主力の日本橋地区3店舗に経営資源を集中。本店を改装してゆったりと商品を選べる環境を作ったが、売り上げは伸びず、再出発から1年弱で家電量販から撤退した。
家電量販からの撤退後は日本橋本店のみを残し、鉄道模型等のホビー商品販売店（HOBIX）と電子部品販売店を営業していたが、2007年（平成19年）5月16日にHOBIXが営業を終了した。ニノミヤは「電子部品販売を2007年6月10日をもって営業終了する予定」と発表したが、実際には棚卸し準備中という理由で営業されず2007年（平成19年）5月16日が事実上の営業終了となった。その後、東京都港区虎ノ門に本社を移転し、2008年1月16日に開催された株主総会の決議により解散した。

## 沿革
- 1945年 - 二宮荘吉が、 大阪の日本橋に電子パーツの卸商・二宮無線電機商会として創業。
- 1947年11月 - 株式会社二宮無線電機商会に法人改組。
- 1987年9月 - 株式会社ニノミヤに社名を変更。屋号が「ニノミヤムセン」から「Ninomiya」へ移行。
- 2004年 - 8月に主力銀行が、10月に副銀行が貸出債権を外資系に譲渡し、のちにモルガン信託銀行がニノミヤ債権を取得。
- 2005年
  - 1月 - モルガン信託銀行が提示した経営再建計画が、ニノミヤの会社・経営者双方に拒否されたため、モルガン信託銀行が会社更生法を申請した。
  - 5月末頃 - 一部の店舗を除きデオデオ、ミドリ電化、上新電機、ケーズデンキ、オー・エンターテイメント（オークワ）へ店舗を譲渡。
  - 10月 - 更生計画認可。日本橋地域の店舗を改装し再開店させる。
- 2006年
  - 7月23日 - 家電販売から撤退。電子部品、ホビー商品に特化する。それに伴い日本橋本店を閉店。
  - 7月30日 - 携帯電話販売（電話館）から撤退。残る電子部品とホビー商品は撤退した日本橋本店にて営業。
  - 9月25日 - 電子部品の販売を日本橋本店地下1階にて営業。えびす店は9月17日までの営業。
  - 10月 - ホビー商品の販売（HOBIX）を日本橋本店3・4階に移転し営業開始。
- 2007年
  - 5月16日 - HOBIXの営業を終了。
  - 6月10日 - 電子部品販売の営業終了。実際には5月16日以降の営業はなし。
- 2008年1月 - 法人解散。

## 譲渡された店舗
ここでは、他社に譲渡された店舗と譲渡後の店舗名について扱う。ただし、単なる居抜き出店は含めない。
店舗ブランド及び店名は譲渡直後の店舗。ミドリ及びデオデオは、2012年9月15日にブランド名がエディオンに統一された。
- 京都本店→ミドリ円町店
- 太子店→ミドリ太子店
- 堺インター店→ミドリ堺インター店
- 八尾店→ミドリ八尾太子堂店
- 紀ノ川店→ミドリ紀ノ川店
- 狭山店→ジョーシン狭山店
- 三田店→ジョーシン三田店
- 橿原店→ケーズデンキ橿原パワフル店
- 姫路本店→ケーズデンキ姫路店
- 岡山南店→デオデオ岡南店
- 倉敷本店→デオデオ中庄店
- 連島店→デオデオ倉敷南店
- 児島店→デオデオ児島店

## その他
- 事業清算後、電子部品販売部門の元社員が日本橋に「パーツランド」という店舗をオープンさせ[3]、ニノミヤから在庫の多くを引き継ぎ、什器等の店内設備も大半はニノミヤのものをそのまま使用したが、2013年10月14日限りで経営破綻による閉店を迎えた[4]。
- 日本橋本店の跡地はマンション建設予定地、屋台村などで利用された後、2012年に大阪市中央区の建設会社が土地を取得。建物の上屋を建設した上で2015年7月より東横イン（東横INN大阪なんば日本橋）が開業した[5]。
- また、でんわ館や駐車場などの看板やシャッターに描かれたロゴマークがそのまま残されている場所が数カ所存在し、2021年6月現在も見ることができる。
- 京都店の跡地にはナインアワーズ京都（寺町通側）、たびやホテル（御幸町通側）の2件の宿泊施設が建っている。
- ニノミヤ岡山本店の跡地はスーツ販売店のはるやまとコンビニのセブン-イレブンが合体した建物になった。西側の道路向かい側の2階建てのニノミヤ専用駐車場だった部分は、駐車場の右隣の喫茶コーナー付き洋菓子店の駐車場として使用されている。[6]北側の道路向かい側の駐車場だった部分は、ニノミヤがあった当時にこの駐車場の隣にあり、火災で全焼した食器販売店と複数の企業が入居する雑居ビルと和菓子屋の敷島堂大元店が建っている。
- ポイントカードとしてはナイスカードが存在したが、会社更生のために2005年4月末をもって廃止された[7]。
- CMナレーションは四代目林家小染が務めた。

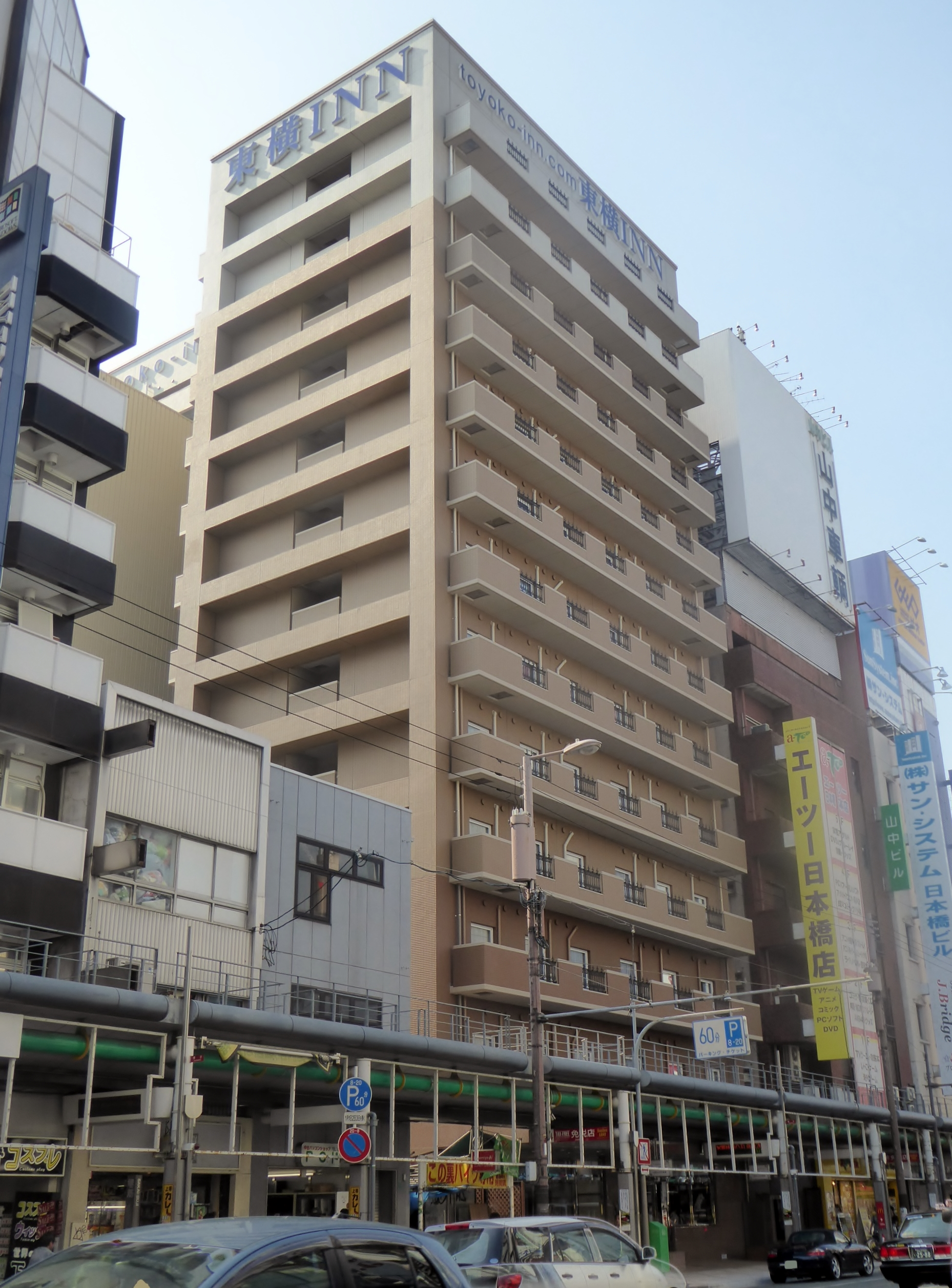
東横INN大阪なんば日本橋（旧日本橋本店）
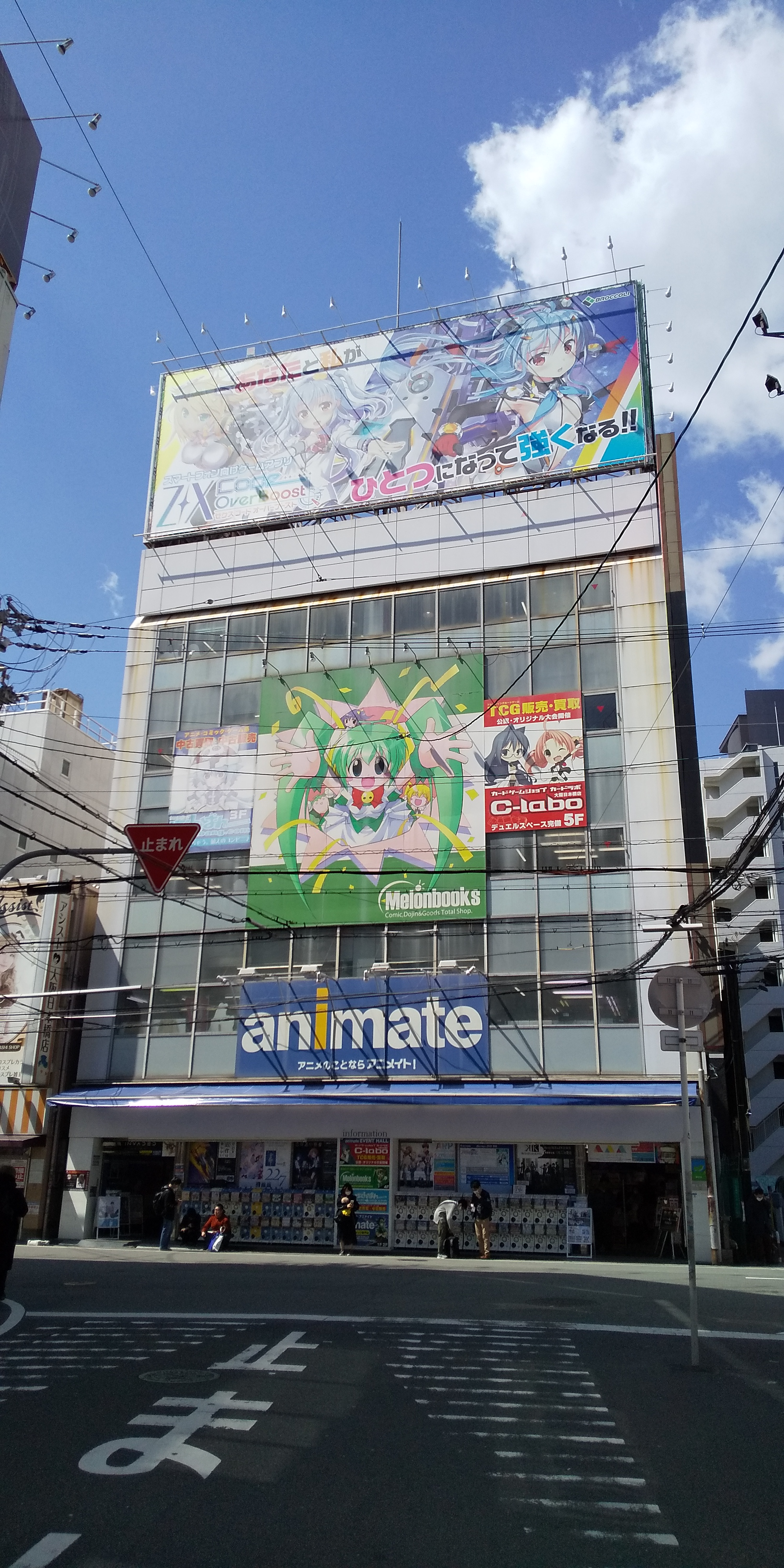
アニメイトビル（旧PcXtown日本橋店〈二ノックス〉）
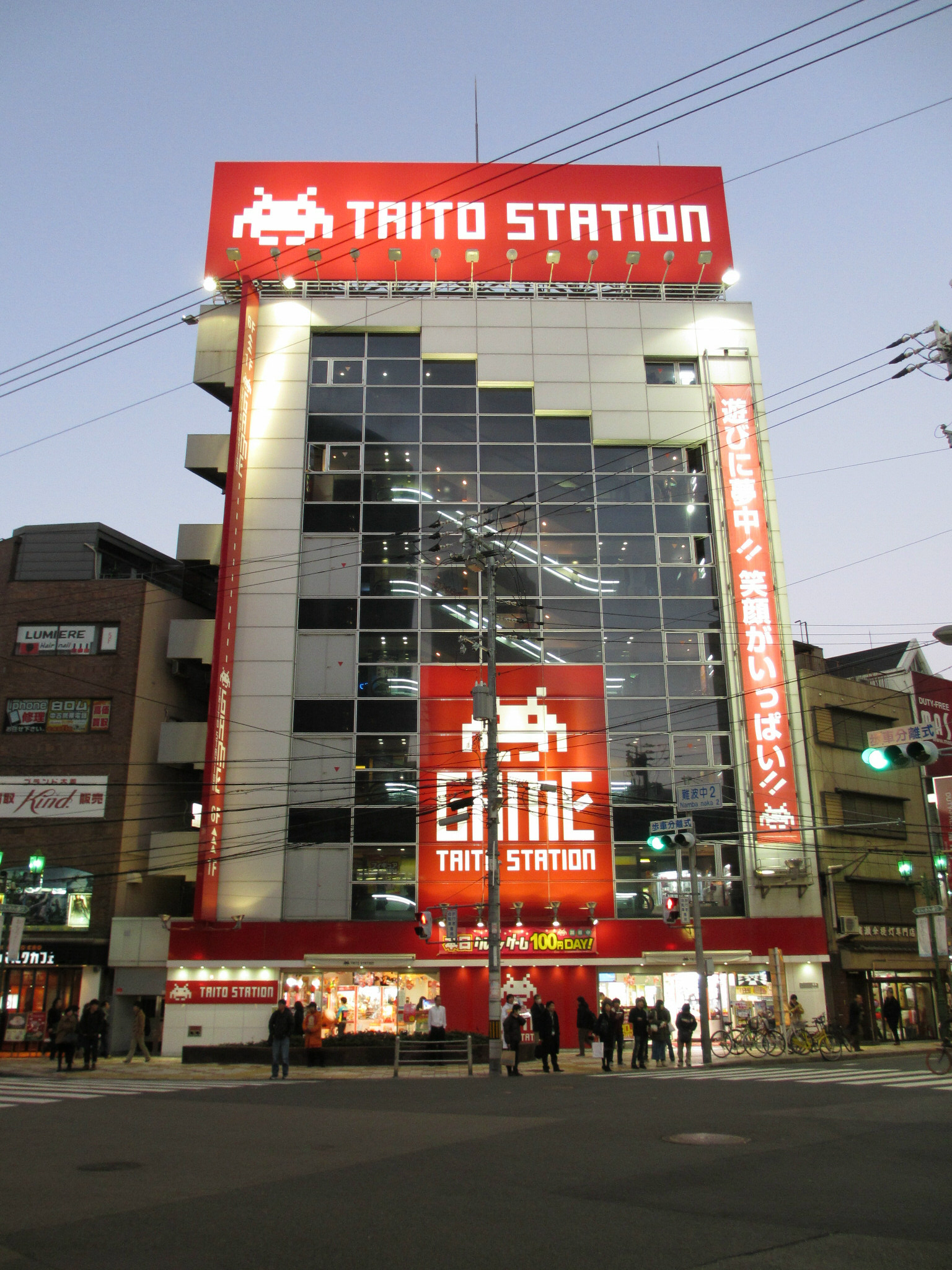
タイトーステーション難波店（旧ニノミヤなんば店）
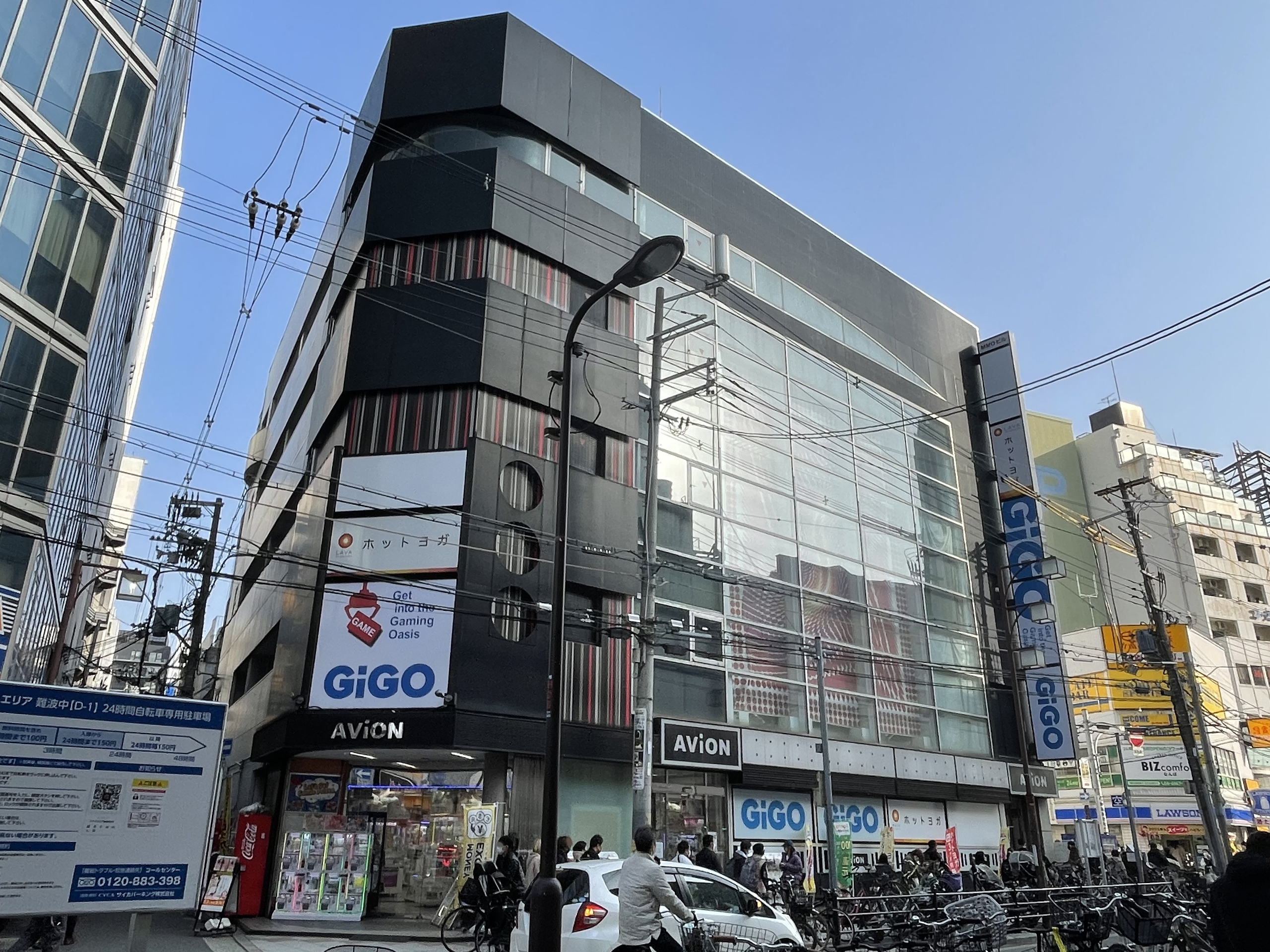
なんばアビオン（旧ニノミヤAVION）
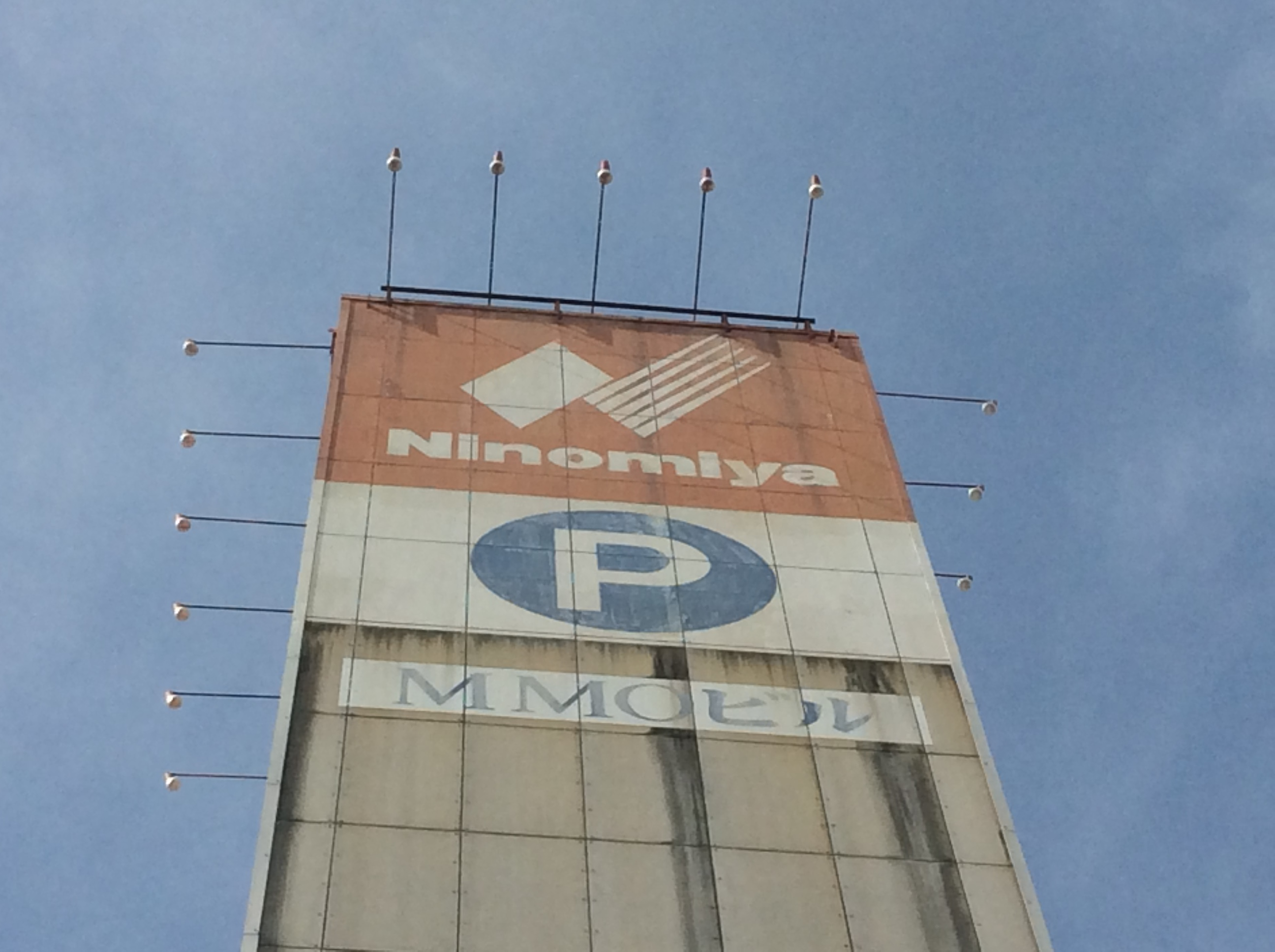
ニノミヤの看板（難波アビオンにて、2020年1月）
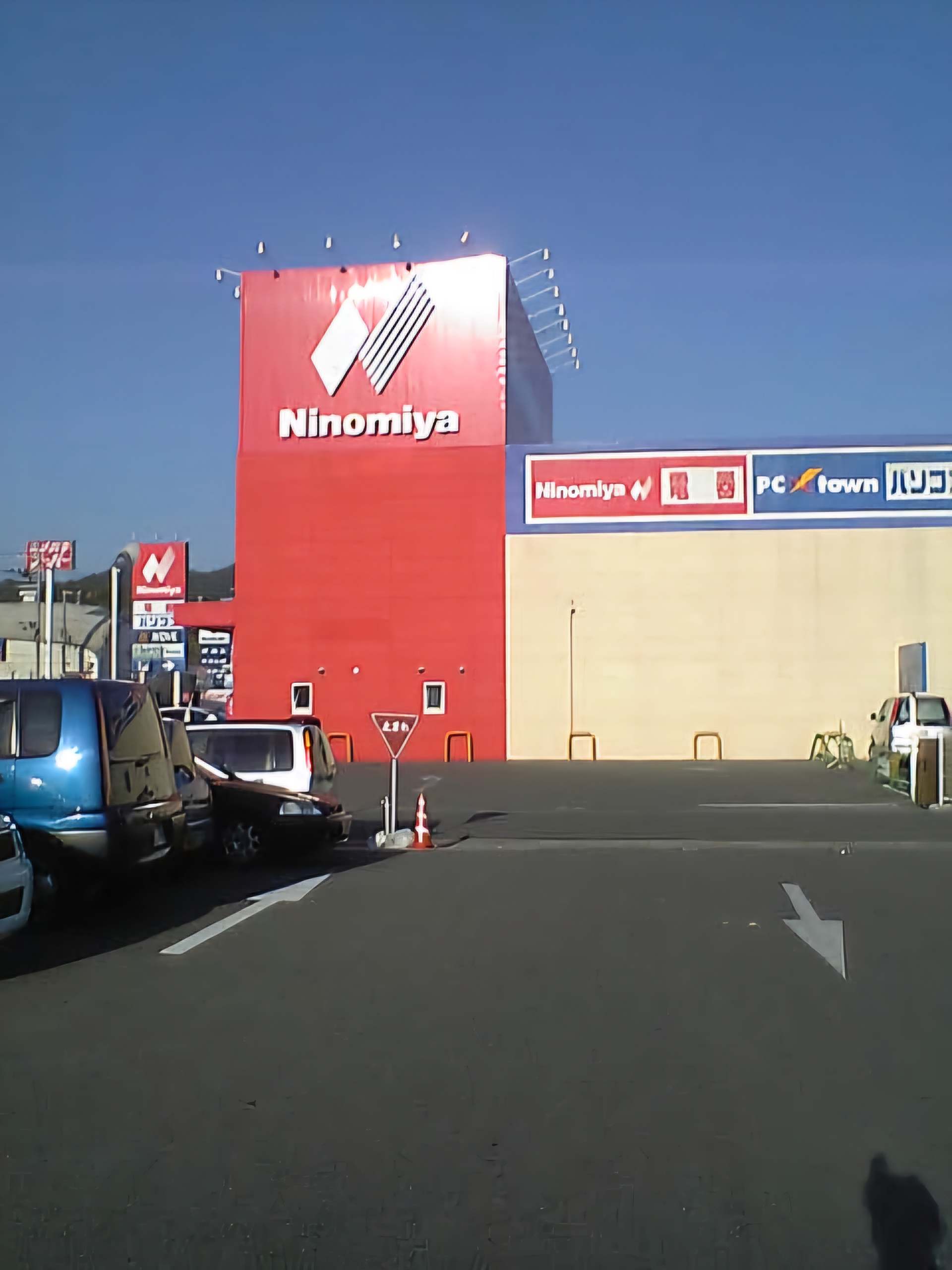
ニノミヤ太子店（2005年5月、現エディオン太子店）